# Tour of South China Sea
Die Tour of South China Sea (chinesisch 環南中國海自行車賽 / 环南中国海自行车赛) war ein Straßenradrennen in Hongkong und China.
Der Wettbewerb wurde von 1999 bis 2008 als Etappenrennen regelmäßig Ende Dezember ausgetragen und umfasste meist sieben Etappen. Die Strecke verlief zwischen Hongkong und Macau. Er war Teil der UCI Asia Tour in Kategorie 2.2.
Die letzte Austragung im Jahr 2010 fand als Eintagesrennen statt.

## Sieger
- 2010  Kazuhiro Mori
- 2009 abgesagt
- 2008  Gang Xu
- 2007  Wang Yip Tang
- 2006  Alexander Chatunzew
- 2005  Kin San Wu
- 2004  Alexander Chatunzew
- 2003  Oleg Grischkin
- 2002  Nicholas White
- 2001  Wong Kam Po
- 2000  Neil MacDonald
- 1999  Wong Kam Po